# Nowa Sucha
Nowa Sucha è un comune rurale polacco del distretto di Sochaczew, nel voivodato della Masovia.
Ricopre una superficie di 90,34 km² e nel 2004 contava 5 910 abitanti.